# Тибо I (герцог Лотарингии)
Тибо I (фр. Thibaud I, нем. Theobald I; 1191, неизвестно — 17 февраля 1220, неизвестно) — герцог Лотарингии с 1213 года из династии Шатенуа (ветви Эльзасского дома). Сын Ферри (Фридриха) II Лотарингского и Агнессы де Бар.

## Биография
Тибо участвовал в битве при Бувине (4 июля 1214 года) на стороне германского императора Оттона IV, был взят в плен, но вскоре освобожден.
В 1216 году поддержал Эрарда де Бриенн в его ссоре с Тибо I — королём Наварры и графом Шампани, которого, в свою очередь, поддерживали французский король Филипп II, германский император Фридрих II и граф Генрих Барский.
В ходе начавшейся в 1218 году войны Фридрих II вторгся в Лотарингию и сжег Нанси — столицу герцогства. Тибо был взят в плен и освободился ценой отказа от поддержки Эрарда де Бриенн и уступки ряда владений.
Тибо I в 1215 году женился на Гертруде — дочери и наследнице Альберта II, графа фон Дагсбург и фон Мец. Их брак был бездетным.
После смерти Тибо I ему наследовал брат — Матье II, а его вдова вышла замуж за его давнего соперника — Тибо Шампанского.